# T26
Motortorpedbåten T26 byggdes 1942 på Kockums i Malmö. Från mitten på 1960-talet och fram till 1985 utnyttjades fartyget av flygvapnet som målbogserare på Vättern. T26 är idag renoverad till originalskick.
T26 ägs av en stiftelse och körs och vårdas av medlemmar från Föreningen Mtb-veteraner. Hon är k-märkt.

## Motortorpedbåten T26
- Längd överallt: 20 meter
- Bredd största: 5 meter
- Deplacement: 27 ton
- Bestyckning: 2 st 53 cm torpedtuber, 1 st Bofors 20 mm automatkanon, 6 st sjunkbomber, 2 st kulsprutor
- Motorer: 2 st 18-cylindriga huvudmotorer, Isotta Fraschini med cylindervolymen 57 liter, om vardera 1 500 hk + 2 st marschmotorer, Ford V8 sidventilare på 85 hk/st
- Fart: 50 knop
- Besättning: 11 man
- Hemmahamn: Gålö